# Décès en 1197
Décès
- 1193
- 1194
- 1195
- 1196
- 1197
- 1198
- 1199
- 1200
- 1201

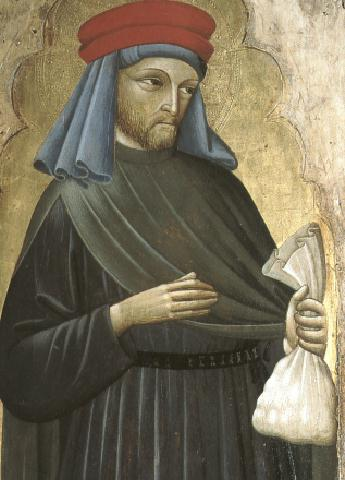
Hommebon de Crémone, mort en 1197.

Cette page dresse une liste de personnalités mortes au cours de l'année 1197 :
- 11 février : Fidanzio, cardinal.
- 14 avril : Heinrich von Berg, évêque de Passau puis de Wurtzbourg.
- 23 avril : David Rostislavitch, prince de Smolensk.
- 28 avril : Rhys ap Gruffydd, prince gallois qui régna sur le royaume de Deheubarth.
- 15 juin  : Bretislav III de Bohême, Évêque de Prague et duc de Bohême.
- 24 août : Gottfried II de Wurtzbourg, écolâtre de la cathédrale qui fut évêque de Wurtzbourg.
- 10 septembre : Henri II de Champagne, comte palatin de Champagne (Henri II) et roi de Jérusalem.
- 28 septembre : Henri VI, empereur romain germanique.

- Abou Madyane, ou Choaïb Abou Madyane El Andaloussi, professeur et poète du soufisme.
- Jean d'Antoing, archidiacre de l'église de Cambrai et doyen  ou prévôt de celle d'Arras, évêque de Cambrai.
- Owain Cyfeiliog, prince du Powys du sud et barde gallois.
- Étiennette de Milly, dame d'Outre-Jourdain et de Montréal et figure influente du royaume de Jérusalem.
- Gertrude de Danemark, reine consort de Danemark.
- Saint Hommebon de Crémone, patron des tailleurs.
- Imad ad-Din Zengi, émir zengide de Sinjâr.
- Li Di, peintre chinois.
- Jón Loftsson, chef d'Oddi dans le comté de Rangá.
- William Longchamp, Lord Chancelier, justiciar et évêque d'Ely.
- Marguerite de France, reine consort associée d'Angleterre puis reine consort de Hongrie.
- Pierre IV de Bulgarie, tsar des Bulgares.
- Abraham ben David de Posquières, rabbin, kabbaliste et philosophe provençal.
- Jourdain du Pin, baron du royaume de Sicile.

date incertaine (vers 1197)
- Geoffroy IV de Joinville, seigneur de Joinville.

## Crédit d'auteurs
- Cet article est partiellement ou en totalité issu de l'article intitulé « 1197 » (voir la liste des auteurs).